# Iris Douce France
L’iris Douce France est une variété d'iris hybride. (Parents : (('Flamingo Blues' × 'Caro Nome') × 'Actress') × (('C.Nome' × 'Fl.Blues') × 'Firewater')).
- Catégorie : Grand Iris de Jardin (TB).
- Création : P. Anfosso (1988).
- Description : Iris bleu outremer à barbe rouge vermillon, large et ondulée.
- Floraison : moyen.
- no  d'enregistrement : R 87-629.
- Taille : 95 cm.